# Arado Ar 196
Arado Ar 196 – niemiecki wodnosamolot rozpoznawczy z okresu II wojny światowej.

## Historia

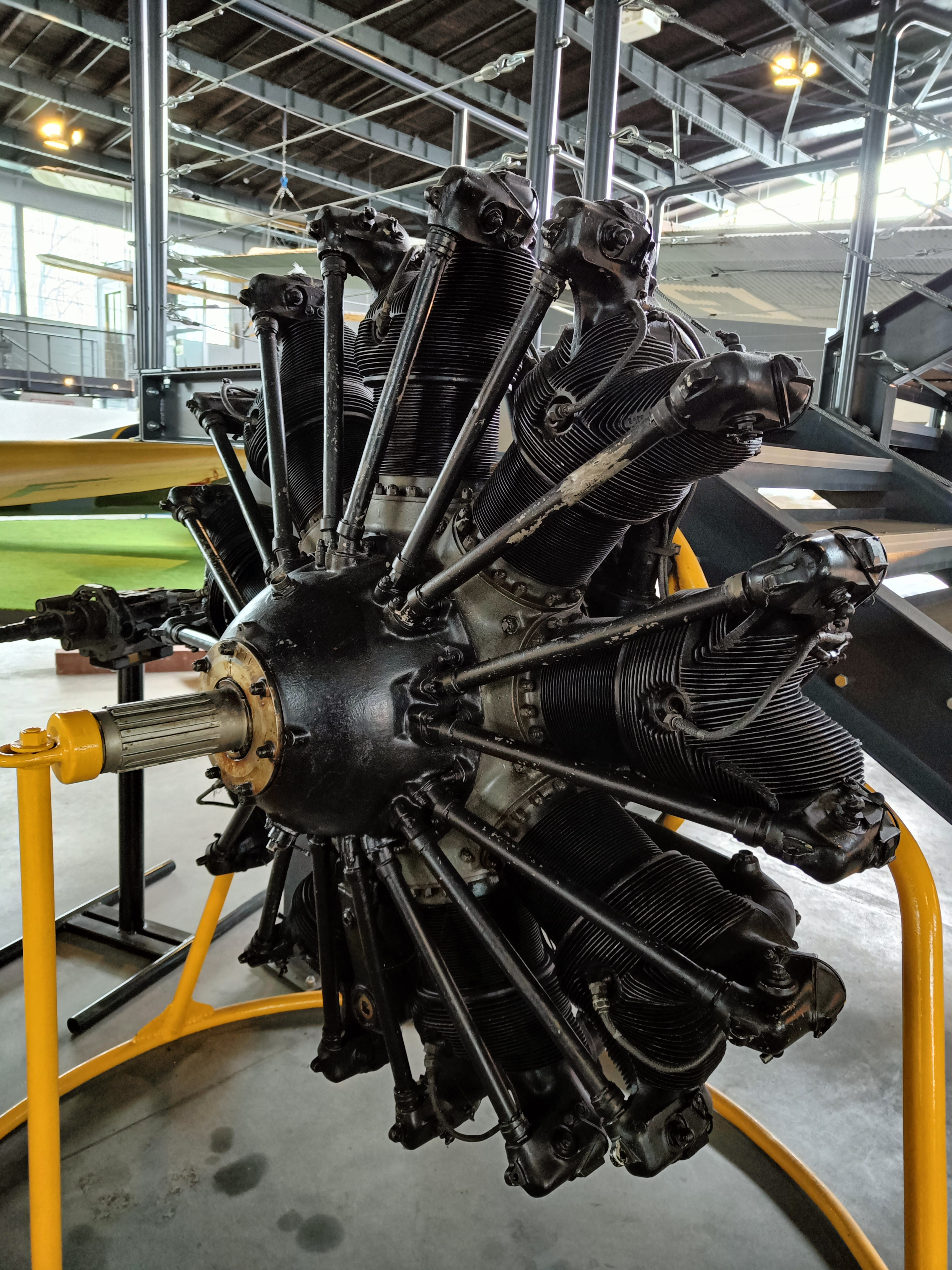
Silnik BMW 132 eksponowany w MLP w Krakowie

Pod koniec 1936 roku w wytwórni Arado przystąpiono do opracowania nowego samolotu rozpoznawczego dla lotnictwa morskiego, który mógłby zastąpić przestarzałe już dwupłatowe samoloty Heinkel He 60. Miała to być maszyna przystosowana do startu przy użyciu katapulty jak również z powierzchni wody.
Samolot taki został opracowany i oznaczono jako Arado Ar 196, a w lecie 1937 roku zbudowano jego pierwszy prototyp, którego oblot potwierdził zakładane parametry. Później zbudowano jeszcze kolejne cztery prototypy, z których trzy ostatnie miały po jednym pływaku zamiast dwóch zastosowanych w pierwszych prototypach.
Próby w locie zakończono w 1938 roku i rozpoczęto produkcję samolotu oznaczonego jako Arado Ar 196A. W trakcie produkcji seryjnej dokonywano kolejnych zmian, choć w zasadniczy sposób nie zmieniała się konstrukcja maszyny. Produkowana była w wytwórniach Arado, Fokker w Amsterdamie i S. N. C. A. w Saint-Nazaire. Do zakończenia II wojny światowej wyprodukowano 541 egzemplarzy.

### Wersje samolotu Arado Ar 196
W trakcie rozwoju konstrukcji powstały jej wersje:
- Ar 196V – prototypy
- Ar 196A-0 – seria informacyjna
- Ar 196A-1 – pierwsza seria produkcyjna
- Ar 196A-2 – seria z zamontowanym uzbrojeniem w przodzie kadłuba
- Ar 196A-3 – seria o wzmocnionej konstrukcji płatowca
- Ar 196A-4 – seria z dodatkową radiostacją
- Ar 196A-5 – seria ze zdwojonym karabinem maszynowy MG 81Z w kabinie obserwatora
- Ar 196B-0 – seria informacyjna wersji jednopływakowej

## Służba
Wodnosamoloty Arado Ar 196 były wprowadzane w początkowym okresie do jednostek rozpoznania morskiego oraz jako samoloty na okrętach liniowych, m.in. był w nie wyposażony pancernik „Bismarck”. Standardowo niemieckie pancerniki przenosiły po cztery samolot Ar 196. Znalazły się także na wyposażeniu niemieckich krążowników pomocniczych. Stosowano je w trakcie walk na Morzu Norweskim i Północnym, a także rejonie Malajów, Nowej Gwinei a nawet nad terenami północnej Australii.
Po kilka sztuk samolotów otrzymały również Bułgaria, Rumunia i Finlandia, które używały ich w dywizjonach obrony wybrzeża.

## Opis konstrukcji
Samolot Arado Ar 196 to jednopłatowy dolnopłat o konstrukcji metalowej.
Kadłub o konstrukcji kratownicowej sprawnej z rur stalowych. Do połowy kabiny załogi kryty blachą, dalej płótnem. Kabina załogi zakryta, osłona odsuwana do tyłu, miejsce strzelca odkryte od tyłu. Karabin maszynowy strzelca umieszczony asymetrycznie, na prawej burcie. Kadłub zakończony wolnonośnym usterzeniem z jednoczęściowmym statecznikiem poziomym i statecznikiem pionowym o obrysie trapezowym. Stateczniki o konstrukcji i pokryciu metalowym, stery kryte płótnem. Płat dwudźwigarowy o obrysie prostokoątnym z zaokrąglonymi końcówkami, składany do hangarowania. Każde skrzydło było podparte zastrzałem w kształcie odwróconej litery V, mocowanym do pływaka. 
Podwozie pływakowe – stałe połączone z kadłubem wspornikami w kształcie litery W. Pływaki jednoredanowe, podzielone na siedem przedziałów o wyporności 2750 l, wyposażone w stery kierunkowe obsługiwane przez pilota. W każdym z pływaków znajdował się zbiornik paliwa o pojemności 300 l.  
Napęd samolotów seryjnych stanowił dziewięciocylindrowy silnik gwiazdowy BMW 132K napędzający metalowe, przestawne, trółopatowe śmigło.   